# VdS-Medaille
Die VdS-Medaille oder VdS-Medaille – deutscher Preis für Amateur-Astronomie, zwischen 2011 und 2017 Deutscher Preis für Astronomie – verliehen durch die Vereinigung der Sternfreunde e. V., wird von der Vereinigung der Sternfreunde (VdS) seit 1999 für verdiente Arbeiten auf dem Gebiet der Amateurastronomie verliehen.
Der Preis wurde anfangs jährlich und wird seit 2009 alle zwei Jahre verliehen. Eine Vergabe kann auch an Personen erfolgen, die nicht der VdS angehören. Der Preis ist mit einer Urkunde verbunden und mit einem Preisgeld von aktuell 500 Euro dotiert. Die Überreichung und Würdigung findet im Rahmen der Mitgliederversammlung statt.

## Preisträger
- 1999: Michael Jäger, Wien, für die Entdeckung seines Kometen Jäger (Komet) (1998 U3)[1]
- 2000: Walter Kutschera, Vogelsberg, für die jahrelange Organisation des Internationalen Teleskoptreffens Vogelsberg (ITV)[2]
- 2001: Wolfgang Lille, Bremen, für seine über Jahrzehnte herausragenden Sonnenaufnahmen[3]
- 2002: Bernd Flach-Wilken, Wirges, für seine Beiträge zur Astrofotografie[4]
- 2003: Martin Mayer, Violau, für die Gründung und den Betrieb der Volkssternwarte Violau[5]
- 2004: Georg Dittié, Bonn, für sein Public-Domain-Programm Giotto[6]
- 2005: Joachim Herrmann, Recklinghausen, für jahrzehntelange Volksbildung auf dem Gebiet der Amateurastronomie[7]
- 2006: Hans-Günter Diederich, Darmstadt, für seine jahrelangen Arbeiten auf dem Gebiet der Amateurastronomie[8]
- 2007: Werner Braune, Berlin, für seine jahrzehntelange Arbeit auf dem Gebiet der veränderlichen Sterne[9]
- 2008: Sonja Enke, Windhoek (Namibia) für den Aufbau der namibischen Amateurastronomie[10]
- 2009: Peter Völker für jahrzehntelange Arbeiten auf dem Gebiet der Sonnenbeobachtung[11]
- 2011: Peter Riepe (langjähriger Leiter der VdS-Fachgruppe Astrofotografie) für sein jahrzehntelanges Engagement in der VdS und die Begründung der Bochumer Herbsttagung BoHeTa[12]
- 2013: Hanns Ruder für sein Engagement in der astronomischen Bildungs- und Öffentlichkeitsarbeit[13]
- 2015: Ranga Yogeshwar für seine Beiträge zur Popularisierung der Astronomie
- 2017: Wolfgang Busch für Beiträge zur Optik[14]
- 2019: Gerhard Lehmann für Engagement auf dem Gebiet der Kleinplanetenbeobachtung
- 2021: Eberhard Bredner für die Beobachtungen von Sternbedeckungen[15]
- 2023: Daniel Fischer für seine Beiträge zur Popularisierung der Astronomie[16]